# Guerra Geral da Índia
A Guerra Geral da Índia (28 de Dezembro de 1570 – 16 de Fevereiro de 1575) foi um conflito militar em que uma grande coligação asiática formada principalmente pelo Sultanato de Bijapur, o Sultanato de Ahmadnagar, o Reino de Calecute e o Sultanato de Achém, designada pelo historiador português António Pinto Pereira como a "liga de reis da Índia", "os reis confederados", ou tão-só "a liga", tentou pôr termo à presença portuguesa no Oceano Índico através de um ataque combinado a algumas das principais possessões do Estado Português da Índia: Malaca, Chaul, a fortaleza de Chale, e Goa, capital do império marítimo no Oriente.
Naquele que foi um dos momentos mais críticos da presença portuguesa na Ásia, os portugueses resistiram a todos os ataques da "liga", excepção feita a um pequeno forte nos arredores de Calecute que caiu nas mãos do samorim. Foi a primeira vez que os portugueses renderam uma fortaleza na Índia.
Embora o conceito seja anacrónico, tratou-se de uma guerra total, pois os portugueses viram-se obrigados a mobilizar todos os meios disponíveis para resistir ao ataque.

## Contexto
Em 1565, os sultanatos de Decão uniram forças e desferiram um golpe decisivo contra o Reino de Bisnaga na Batalha de Talikota. O império hindu de Bisnaga estava em guerra contra cada um dos sultanatos muçulmanos do planalto do Decão individualmente, muito antes de os portugueses chegarem ao Oceano Índico. Os governantes de Bisnaga, (a quem os portugueses se referiam simplesmente como o Rei Grande) e especialmente Rama Raya, eram parceiros poderosos dos portugueses, mas com o Império agora lançado no caos e posto a saque, o Adil Shah de Bijapur mais uma vez procurou recuperar a cidade de Goa, perdida há mais de meio século para os portugueses, e expulsá-los totalmente da costa ocidental da Índia.
Compreendendo que o segredo da resiliência dos portugueses passava pelo seu poder naval, que permitia que cada uma de suas fortalezas se reforçassem mutuamente por mar, o Idalcão procurou convencer tantos reis quanto lhe fosse possível a atacar os portugueses em simultâneo, em especial o sultão de Ahmadnagar e o Samorim de Calicut, que comandava forças navais importantes. A animosidade religiosa entre os portugueses e várias dinastias muçulmanas da Ásia forneceria um ponto de acordo fácil. Assim, foram enviados enviados ao Sultanato de Achém em Samatra, ao Império Otomano, ao Reino de Ceitavaca no Ceilão, ao Sultanato do Guzerate e ao Sultanato de Jor, entre outros, instando-os a juntarem-se à aliança e derrotarem os portugueses de uma vez por todas.

### O Reino de Cambaia
O Sultanato do Guzerate, ou Reino de Cambaia, no noroeste da Índia, há muito era um dos mais ferrenhos inimigos dos portugueses na Índia. No entanto, após o afogamento do sultão Badur durante as negociações com os portugueses em 1537, o Guzerate debatia-se com guerras internas. Assim, o Sultanato do Guzerate não estava disponível para mover um ataque contra qualquer uma das fortalezas portuguesas imediatas, como Diu, Baçaim e Damão. Tal instabilidade abriria caminho para a eventual conquista do Guzerate pelos mogores, em 1573.

### O Império Otomano
O sultão sunita de Ahmadnagar havia despachado embaixadores para o Império Otomano com ricos presentes e um grande tributo com vista a obter a cooperação da marinha otomana para arrebatar o controlo dos mares aos portugueses, já em 1564. Os otomanos obtiveram acesso ao Mar Vermelho após a anexação do Egito em 1517, e o  sultão Selim II aceitou juntar-se à aliança. Por volta de 1571, 25 galés e 3 galeões partiram de Suez, mas ficaram retidos por revoltas em Jidá e no Iémen. As guerras otomanas no Mediterrâneo oriental, como a Quarta Guerra Otomano-Veneziana (que culminaria na Batalha de Lepanto ), trataram de garantir que o Império Otomano não participasse do conflito. 

## Preparativos portugueses

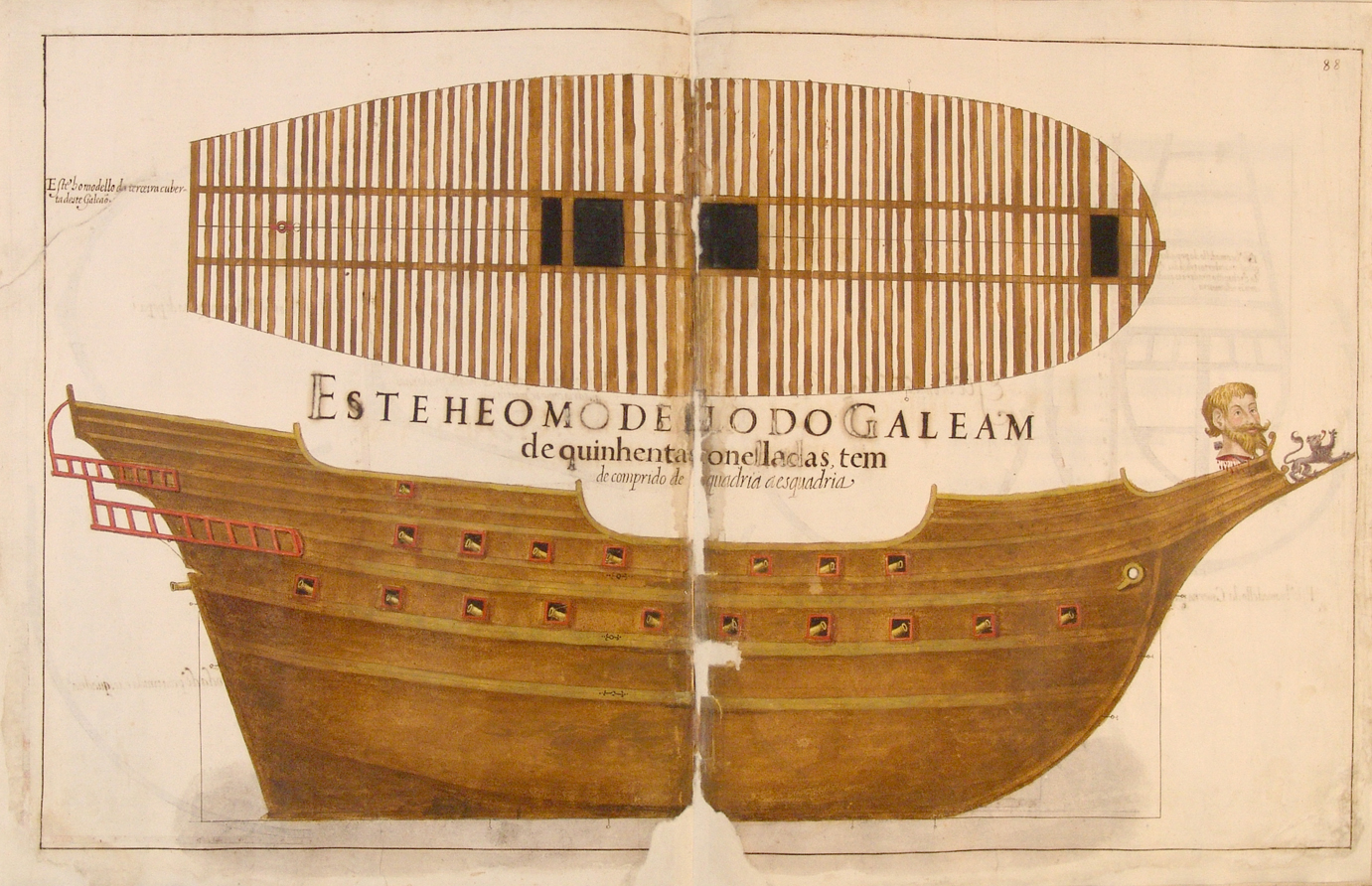
Galeão português, pintura do Livro de Traças de Carpintaria.

Relatórios e rumores acerca dos preparativos do Hidalcão e do Nizamo começaram a fluir a Goa através de mercadores e aliados portugueses em 1569. Embora inicialmente céptico, acreditando ser intransponível a desconfiança entre os governantes indianos para que tal plano fosse possível, o vice-rei português, Dom Luís de Ataíde acabou por se decidir a despachar para Malaca uma frota de cinco galeões, uma galé e sete galeotas com 800 homens comandados por D. Luís de Melo da Silva em 24 de Agosto de 1570, para reforçar a cidade contra um possível ataque do Sultanato de Achém. Outra frota de três galés e dezassete galeotas com 500 homens, sob o comando de D. Diogo de Meneses, foi enviada para patrulhar a costa do Malabar e manter as vitais rotas comerciais com o sul da Índia, onde se situava a cidade portuguesa de Cochim, abertas e livre de ataques de piratas. 
Dom Luís de Ataíde, veterano das guerras na Índia e da campanha do imperador Carlos V contra os luteranos na Europa, reuniu então um conselho com algumas das figuras mais importantes de Goa, entre nobres, clérigos e membros da Câmara Municipal de Goa.  O conselho aconselhou-o a abandonar Chaul e concentrar as suas forças em torno de Goa. No entanto, em Outubro decidiu despachar mais uma frota de quatro galés com 600 homens comandados por D. Francisco de Mascarenhas para defender aquela cidade. 

### Defesa de Goa

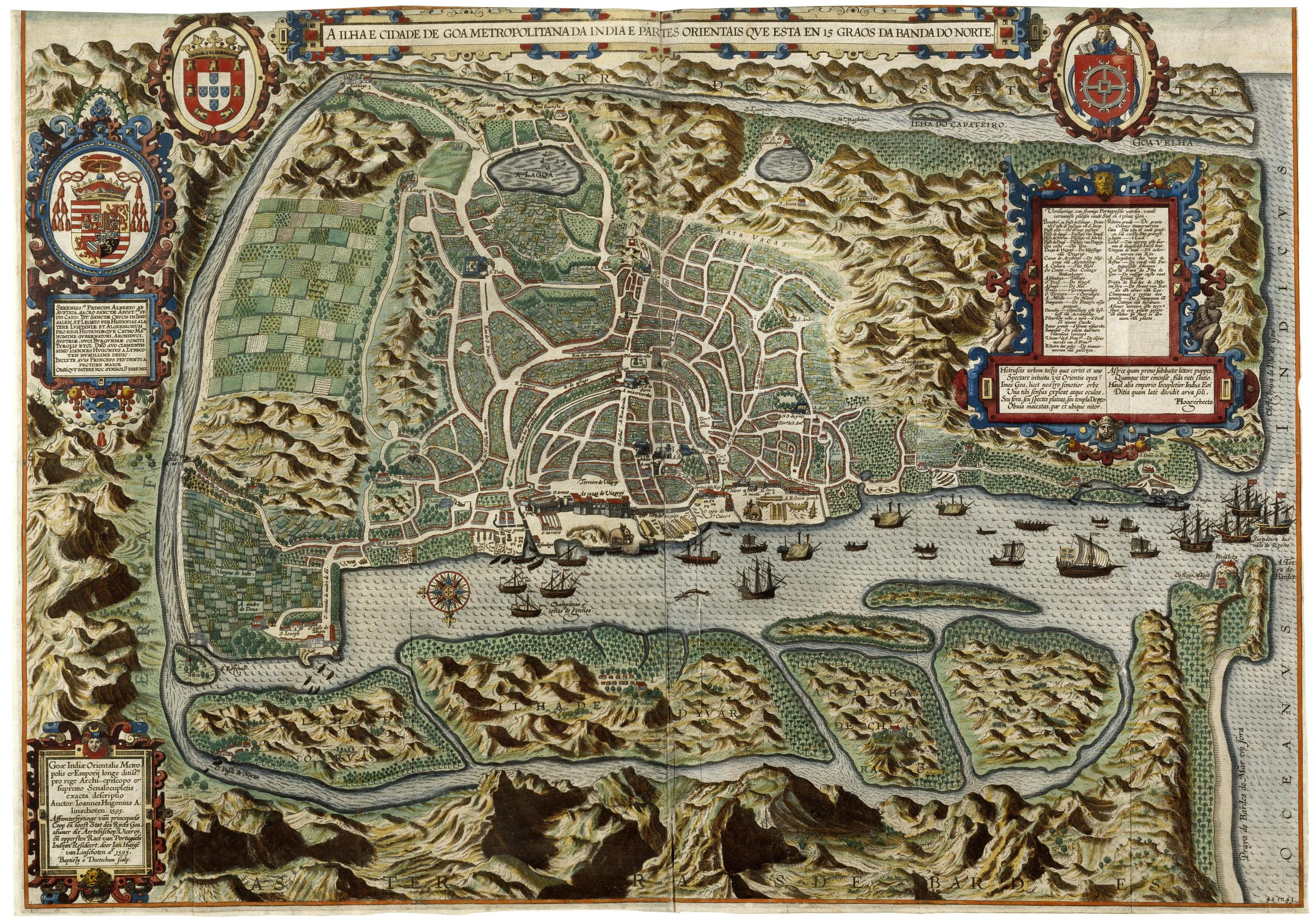
A cidade de Goa no séc. XVI, capital das possessões Portuguesas a Oriente

Conquistada por Afonso de Albuquerque em 1510, Goa ficava numa ilha rodeada por rios infestados de crocodilos que podiam, no entanto, ser atravessados a vau em algumas áreas durante a estação seca. A passagem a vau mais próxima e importante da cidade de Goa era o Passo Seco, defendido pela fortaleza de Benastarim.
Como não restavam mais de 650 soldados para defender Goa, foram mobilizados todos os homens aptos entre os casados (colonos casados e descendentes indo-portugueses) e 1500 lascarins cristãos. 1000 escravos foram armados e divididos em quatro companhias; mais 300 clérigos e 200 soldados aposentados voluntarizaram-se para participar da defesa da cidade.
Dom Luís de Ataíde distribuiu as suas forças em 19 pontos críticos ao longo da margem oriental do rio, onde se instalaram baterias de artilharia, guarnecidas com 20 a 80 homens e um contingente de lascarins, para impedir a travessia do colossal exército de Bijapur. Cada bateria deveria ter contacto visual com as vizinhas e as suas guarnições não deveriam abandonar os seus postos, a menos que recebessem ordens para tal. As águas mais profundas dos rios Mandovi e Zuari, a norte e sul respectivamente, eram patrulhadas por quatro galés, uma galeota e vinte pequenas galés chamadas fustas . Na margem oposta a noroeste de Goa, a fortaleza portuguesa dos Reis Magos era apoiada por um galeão ancorado.
Como o vice-rei tinha informações de que os turcos poderiam entrar na "liga", ele armou mais 125 embarcações de vários tamanhos para garantir o controlo das águas em redor de Goa, embora já não houvesse homens suficientes para tripular todos os navios e defender a cidade simultaneamente. 

## O Cerco de Goa

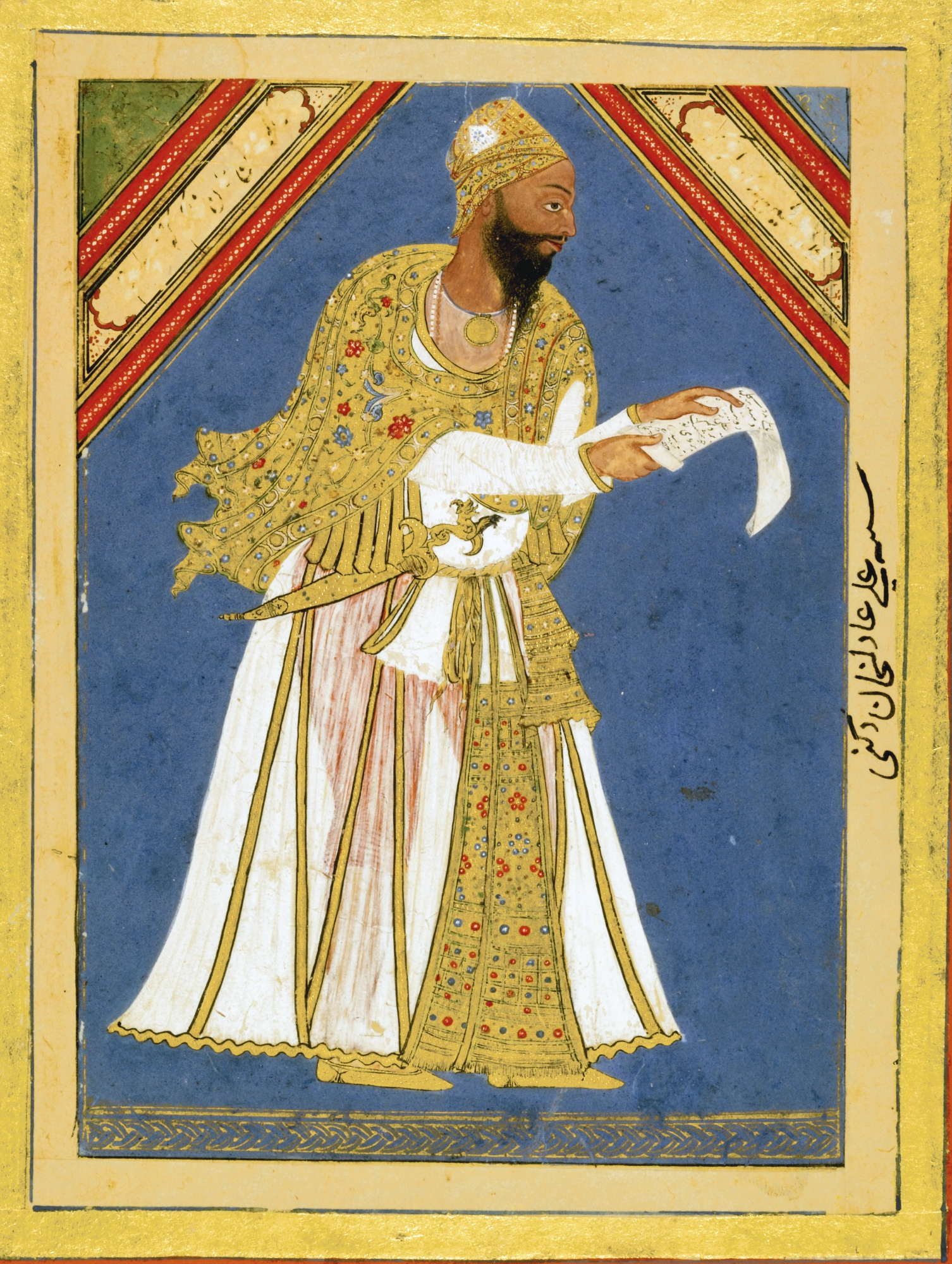
Ali Adil Xá, sultão de Bijapur.

Em 28 de Dezembro de 1570, o general Nuri Khan chegou a Goa com a vanguarda do exército de Bijapur, chegando o Hidalcão em pessoa oito dias depois, com o grosso de suas tropas. Segundo os portugueses, contava com 100.000 homens, dos quais 30.000 a pé, 3.000 arcabuzeiros e 35.000 a cavalo, incluindo 2.000 elefantes, sendo os restantes trabalhadores forçados. Incluía mais de 350 bombardas, das quais 30 de tamanho colossal, e também vários milhares de dançarinas. Assentou um arraial em torno da sua tenda vermelha a leste da ilha de Goa, a infantaria distribuída à frente de Benastarim e a artilharia posicionada para contra-atacar as baterias portuguesas. A artilharia de Bijapur começou a bombardear o forte, que era constantemente reparado durante a noite. Ao longo das linhas portuguesas junto às margens do rio, o vice-rei ordenou que tochas e fogueiras fossem acesas em posições isoladas durante a noite, para dar a impressão de prontidão e encorajar o inimigo a desperdiçar munições disparando sobre eles.
Incapaz de transportar suas tropas porque os portugueses controlavam as águas do rio, o Adil Shah ordenou que o Passo Seco e a parte do rio mais próxima da cidade fossem aterrados para permitir a passagem do exército, obrigando os trabalhadores a cavar sob fogo português:

[...]Determinara ordenar-lhe a passagem per terra, mãdando trabalhar (em hum entulho que determinara fazer no rio até a ilha de Ioam Lopes, donde a entrada lhe ficaria muito fácil) grãdissima soma de gastadores & officiais. E por muitos que se lhe matavã, nunca desitia do entulho: porque desta sorte de gente fazem os mouros tã pouca estima que quasi a não ham por perda, & por muita que percão della nunca lhe falece.

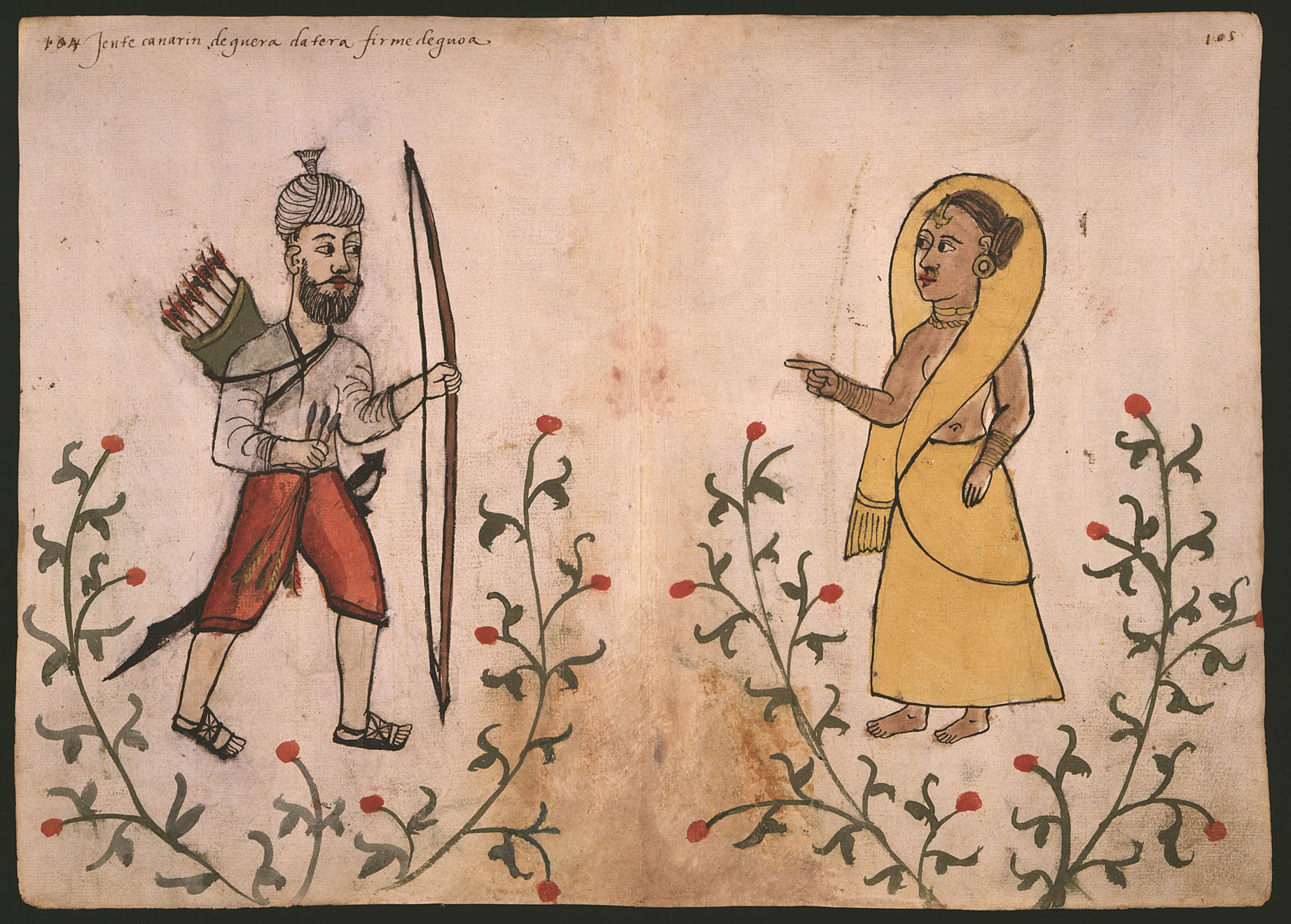
Guerreiro indígena de Goa, com um arco longo.

Chegados a Fevereiro de 1571, o ataque parara, pois o exército de Bijapur não conseguia superar as defesas portuguesas. As forças navais portuguesas, por outro lado, devastavam as costas e margens dos rios de Bijapur, interceptando navios mercantes com provisões e capturando grandes quantidades de gado que era trazido de volta para Goa. Por causa de sua grande população, os alimentos tiveram que ser racionados para alimentar as tropas, mas a cidade não sofreu fome, pois os portugueses mantiveram as rotas de abastecimento naval abertas.
No início de Março, Dom Luís de Melo voltou de Malaca, tendo defendido com sucesso aquela cidade de um ataque achém, e trouxe reforços de Cochim, totalizando 1.500 homens.  No dia 13, o Adil Shah ordenou um assalto decisivo através do rio, sob o comando de um turco, Suleimão Agá . 9.000 homens atravessaram o rio a pé ou em pequenas embarcações e muitos alcançaram as margens opostas, mas foram alvo de pesado fogo de navios portugueses, baterias de artilharia e arcabuzes, até serem finalmente destruídos por um contra-ataque português de 300 homens sob o comando de Luís de Melo e Dom Fernando de Monroy, que desembarcaram na margem oposta, matando cerca de 3.000 inimigos. No final da tarde, uma forte tempestade significou o fim do assalto.

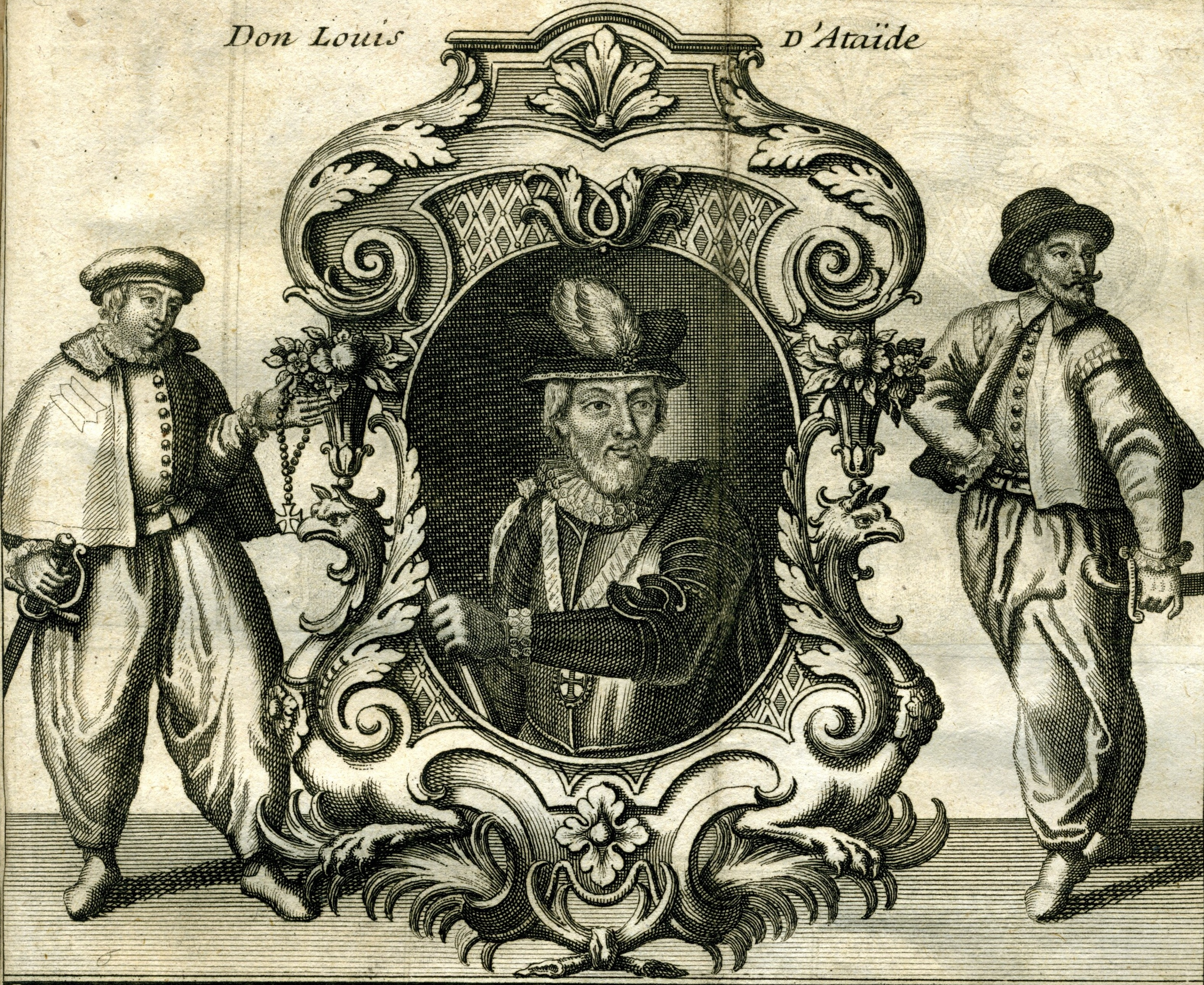
O vice-rei D. Luís de Ataíde.

O vice-rei também conseguiu semear a discórdia nas fileiras do inimigo: em abril muitos já estavam cansados do conflito, e D. Luís de Ataíde conspirou com o general Nuri Khan, que se opôs abertamente ao conflito desde o início, para rebelar ou mesmo assassinar o Adil Shah, o que trouxe ao sultão amplas suspeitas em relação ao seu próprio comando. De acordo com Zinadim, historiador indiano do século XVI, esta é a principal razão por trás do fracasso do cerco:

Além disso alguns dos seus ministros estavam conluiados com os frangues para o prenderem, e porem no trono um parente próximo, que estava em Goa com os frangues; Adilxá informado desta trama teve medo e fugiu das tropas; e quando esteve em lugar seguro mandou prender os conspiradores e meteu-os na prisão, inflingindo-lhes grandes penas e retirando-lhes as suas mercês. Nestas circunstâncias foi forçoso Adilxá fazer a paz..
À medida que o tempo piorava com a chegada das chuvas de monção, o Adil Shah manteve o seu exército acampado em frente a Goa, enquanto as tempestades torrenciais obrigavam as operações ao mínimo e os portugueses realizavam incursões ocasionais sob a chuva. Em 15 de agosto, com seu exército profundamente desmoralizado, afligido pelas monções e sofrendo com a escassez de mantimentos, o Adil Shah ordenou a retirada constante de suas forças, tendo perdido mais de 8.000 homens, 4.000 cavalos, 300 elefantes e mais de 6.000 bois na campanha.  Ele abandonou 150 peças de artilharia no rio.  Em 13 de dezembro de 1571, o Xá solicitou formalmente a paz com os portugueses.

## Cerco de Mangalor, Abril de 1571

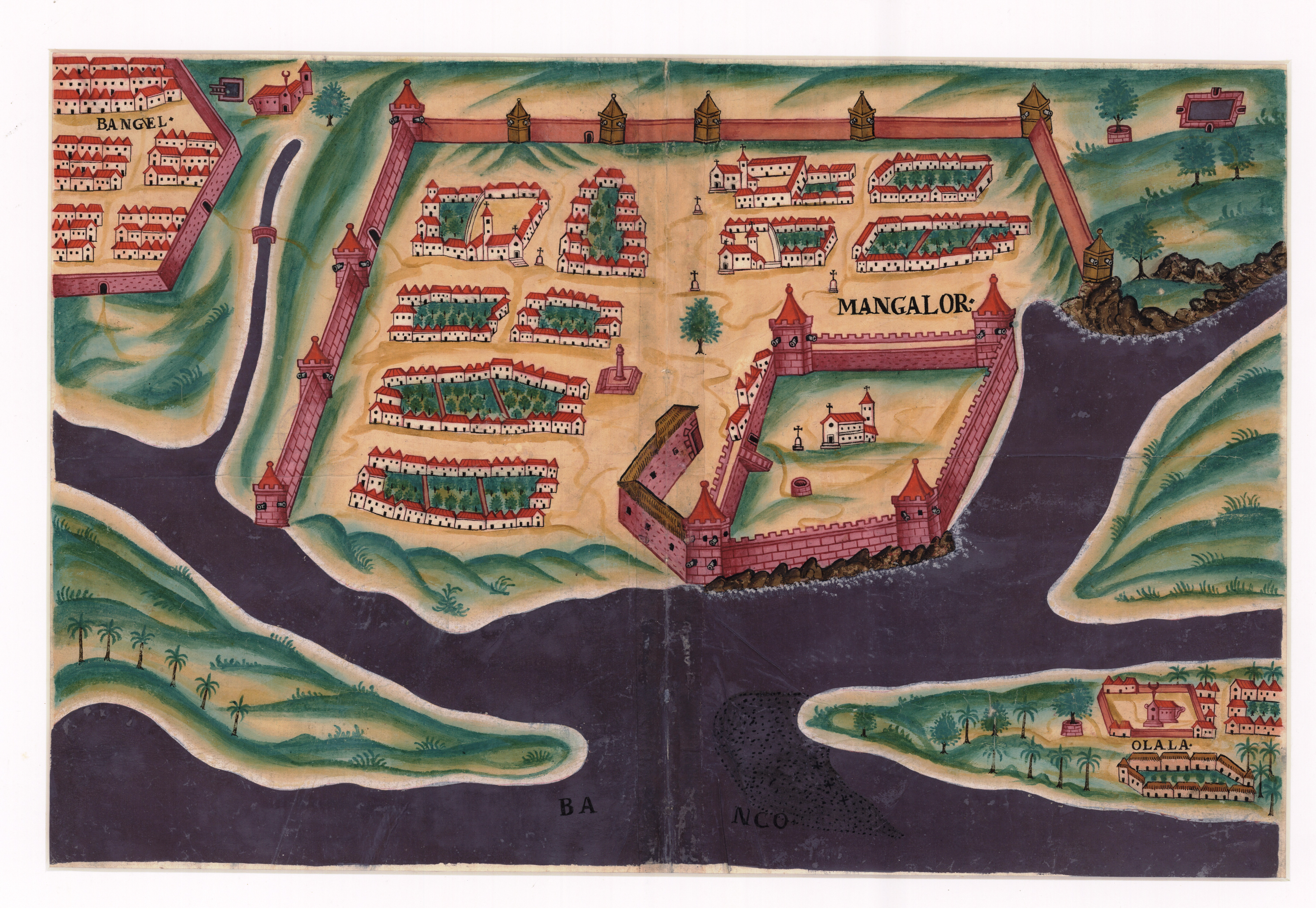
A fortaleza de Mangalor.

Com o colapso do reino de Bisnaga, os portugueses tomaram posse da cidade portuária de Mangalor em 1568, perto da qual construíram um pequeno forte para evitar que a cidade caísse nas mãos dos muçulmanos. 
Em 1571, a vizinha Rainha de Olala contratou um corsário malabar, que os portugueses identificaram como Catiproca Marcá (Kutti Pokkar Marakkar), para capturar o forte que era então defendido apenas por 15 soldados portugueses, mais a milícia dos casados e cerca de uma centena de lascarins cristãos. Catiproca possuía 8 galeotas e, em Abril de 1571, as suas forças tentaram escalar as muralhas do forte a meio da noite. Foram detectados e repelidos pela pequena guarnição.
Falhado o ataque, Catiproca reembarcou com as suas forças mas, dois dias depois, deparou-se com a frota de Dom Diogo de Meneses, que havia sido enviado para a costa do Malabar especificamente para garantir a segurança da navegação aliada contra piratas, e a sua frota foi destruída.

## Cerco de Onor Julho 1571
Em 1569, o vice-rei Dom Luís de Ataíde comandou a tomada da vila costeira de Onor, onde foi construído um pequeno forte. Em meados de Julho de 1571, durante a monção, foi atacada por 5.000 homens e 400 cavalos da vizinha Rainha de Garsopa, instigada pelo Hidalcão, que forneceu 2.000 daqueles homens. O vice-rei despachou 200 homens para reforçar o forte por mar a bordo de uma galé e oito fustas. A pequena frota conseguiu chegar ao forte apesar da monção e imediatamente levou a cabo um ataque bem-sucedido ao exército inimigo e o forte resistiu. 

## O Cerco de Chaul

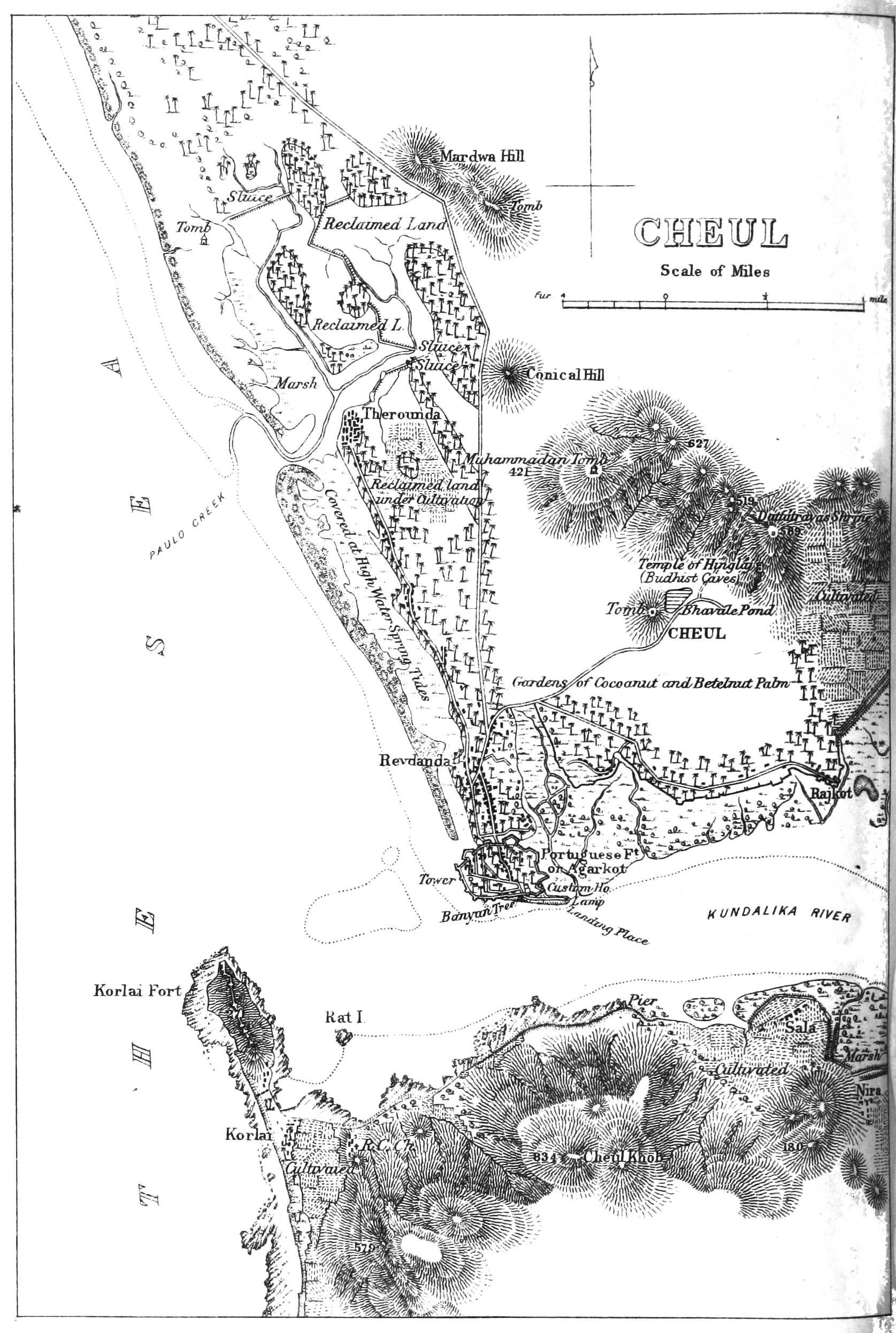
O local de Chaul e a fortaleza portuguesa (construída mais tarde).

Embora protegida por um pequeno forte construído perto da costa em 1521, a cidade de Chaul não estava fortificada. No momento em que a ameaça de cerco se tornou evidente, o capitão da cidade, D. Luís Freire de Andrade, ordenou a evacuação de mulheres, crianças e idosos para Goa e a construção de barricadas nas ruas principais, equipadas com artilharia. Em Outubro, D. Francisco de Mascarenhas chegou de Goa com 600 homens e imediatamente ordenou a abertura de uma extensa rede de fossos, trincheiras, muros de terra e obras defensivas em todo o perímetro externo da cidade, fortificando casas externas e mosteiros em fortificações e demolindo outros para desimpedir a linha de fogo da artilharia. 
Os navios de guerra foram distribuídos no rio a leste, de modo a negar ao inimigo um local de aproximação à cidade pelas margens do rio com a sua artilharia. Desta forma, só seria possível aproximar-se da cidade através de um troço pantanoso e estreito a norte, obrigando o inimigo a estrangular as suas forças. 
A 15 de dezembro, a vanguarda do exército de Ahmadnagar chegou sob o comando de um general etíope, Faratecão (anteriormente ao serviço do sultão de Guzerate), e atacou os portugueses, que repeliram o ataque. O Nizamo chegou com o resto de seu exército a 21 de dezembro. Por meio de um espião, os portugueses determinaram que as forças do Nizamo Ul-Mulk Xá de Ahmadnagar (Nizamaluco em português) ascendiam a 120.000 homens, incluindo muitos mercenários turcos, abexins, persas, afegãos e mogores, 38.000 cavaleiros e 370 elefantes de guerra, apoiados por 38 bombardas pesadas. Nem todos eram guerreiros; segundo António Pinto Pereira:

A gente de pé passava de cento & vinte mil, mas nesta não fundam elles o poder, nem fazem caso pera os effeitos de Guerra, senão da cavaleria, & artelharia: e porque a peonagem mais a trazem pera os abalos & serviço do arrayal & em lugar de gastadores, que por outra confiança que tenham della. Com quanto em este campo vinham doze mil piões Conquanis muito boa gente de Guerra, que os Tenadares tiraram da terra do Concão, na fralda da terra do Gate até ao mar, que sam bombeiros, frecheiros & alguns espingardeiros & quarto mil officiaes de campo, ferreiros, pedreiros, & carpinteiros.
Os portugueses, por sua vez, somavam 900 soldados, porém cada um totalmente equipado com armaduras e arcabuzes, por comparação a apenas 300 arcabuzeiros do lado inimigo. Mas como a cavalaria e os elefantes eram inúteis num cerco devido aos pântanos e trincheiras, a infantaria teria que suportar o peso do ataque.

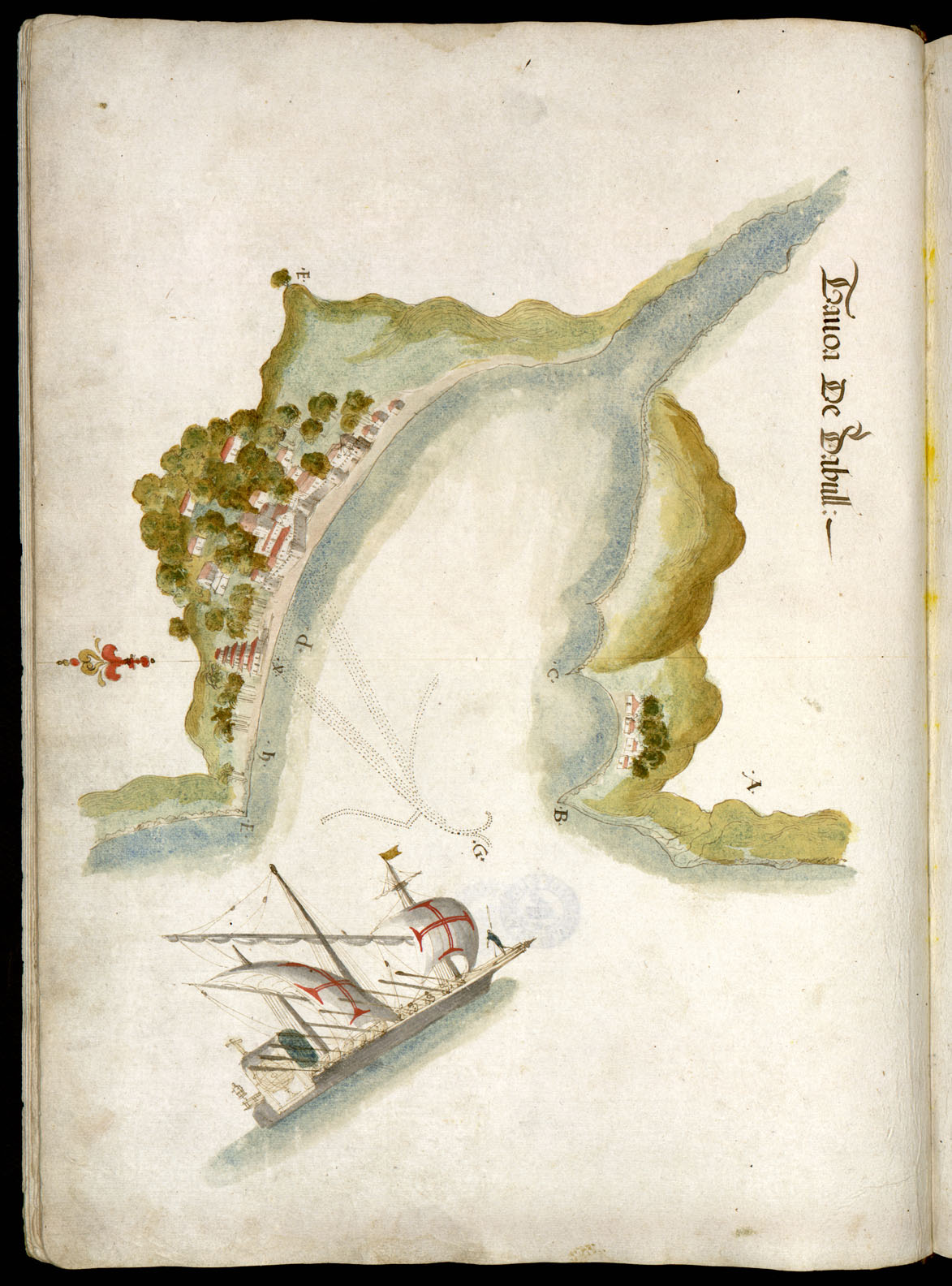
Galé portuguesa, numa aguarela portuguesa do séc. XVI.

O Nizamo reuniu o resto das suas forças a norte e nordeste da cidade. A 21 de dezembro rompeu o perímetro fortificado em torno do mosteiro de São Francisco nos arredores de Chaul, mas o fogo pesado dos arcabuzes portugueses e um rápido contra-ataque obrigaram-nos a recuar. Nesse entretanto, o Nizamo posicionou a sua poderosa artilharia a leste da cidade sob a supervisão de um general turco, Rumi Khan, perto de uma vila chamada Chaul de Cima.
Ao mesmo tempo, cerca de 2.000 cavaleiros do Nizamo procederam à devastação das terras portuguesas em torno de Baçaim e Damão, mas foram repelidos ao tentar assaltar um pequeno forte português em Caranjá perto de Bombaim, defendido por 40 soldados portugueses.
A 10 de janeiro, as baterias do Nizamo começaram a bombardear as fortificações externas de Chaul, reduzindo-as a escombros após alguns dias. Uma dessas peças recebeu dos portugueses a alcunha de " Orlando Furioso ".
Em fevereiro, chegou a Chaul sob o manto da noite uma pequena frota de 5 galeotas e 25 embarcações menores com 2.000 homens de Calecute, comandada por Catiproca Marcá, para apoiar as forças do Nizamo. Os portugueses tinham cinco galés e onze fustas no porto, mas os malabares evitaram combater com as galés portuguesas, maiores.
Os combates em torno de Chaul degeneraram em guerra de trincheiras. O exército de Ahmadnagar cavava trincheiras em direcção às linhas portuguesas para se proteger do seus tiros, entre a frequentes raides portugueses. Os portugueses cavavam contra-minas para neutralizá-los.
Então, o capitão português Agostinho Nunes introduziu pela primeira vez uma inovação que o historiador português António Pinto Pereira considerou fundamental para resistir ao bombardeamento inimigo: ordenou aos seus soldados que cavassem uma trincheira especial com parapeito de tiro, protegida por terra inclinada - uma "trincheira de fogo".

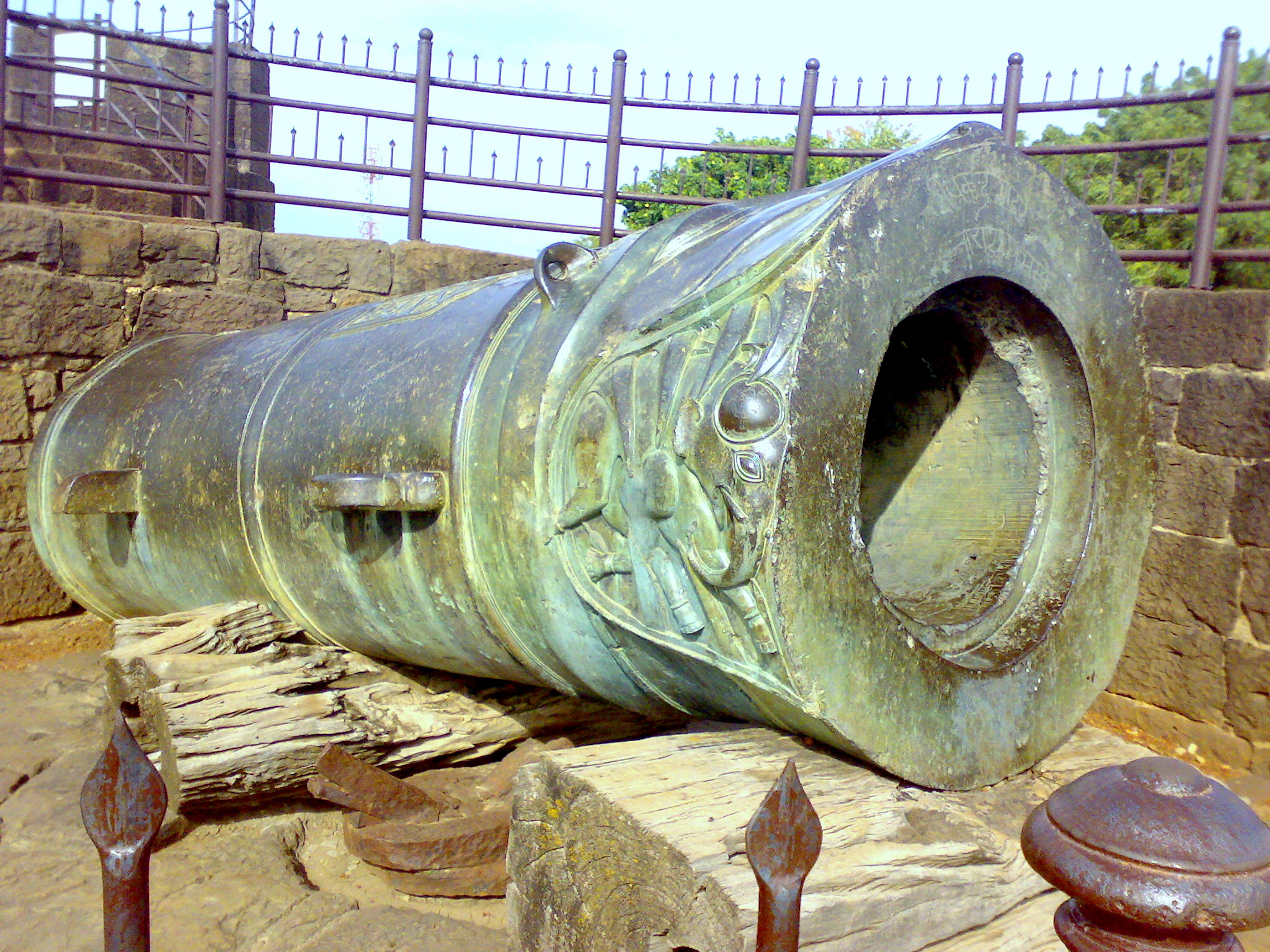
Grande bombarda Indiana quinhentista, conhecida como "Malik-i-Maidan".

Chegados a fins de fevereiro o Nizamo ordenou um assalto geral à cidade, pouco depois de terem os portugueses recebido importantes reforços por mar de Goa e Baçaim, e foi repelido com pesadas baixas . A luta continuou pela posse das fortalezas externas ao longo dos meses de março e abril, enquanto o exército do Nizamo sofria pesadas baixas. Após uma surtida dos portugueses a 11 de abril, o Nizamo ordenou que a cidade fosse submetida a um bombardeio geral, que demoliu vários redutos e afundou a galé do vice-rei ancorada no porto.
No entanto, a disparidade numérica era imensa e, apesar das frequentes surtidas, pouco a pouco os portugueses foram forçados a ceder terreno à grande massa de inimigos, recuando de várias linhas defensivas até que em Maio foram finalmente encurralados na última linha de defesa. Nos trinta dias que se seguiram, os portugueses defenderam desesperadamente as suas linhas contra várias vagas de atacantes, descarregando salvas de arcabuzaria e lançando granadas de pólvora dia e noite. As baixas portuguesas agora somavam mais de 400, fora os seus auxiliares hindus e civis.
As forças do Nizamo, no entanto, não conseguiram vencer os portugueses a tempo - eles resistiram com sucesso durante a estação das monções e, agora que esta havia passado, o tempo finalmente permitia que os navios fluíssem livremente à cidade, trazendo reforços quase todos os dias; quando em 29 de Junho o Nizamo ordenou um ataque geral à cidade, os portugueses repeliram-nos e empurraram até ao acampamento o seu exército em debandada completa, capturando canhões, armas e destruindo as trincheiras e minas pelo caminho, tendo matado mais de 3.000 dos sitiantes ao final de seis horas de luta. Após esse revés, em 24 de Julho, Murtaza Nizamo Xá pediu a paz e retirou-se com o seu exército.

## O Cerco de Chale, Julho-Novembro de 1571

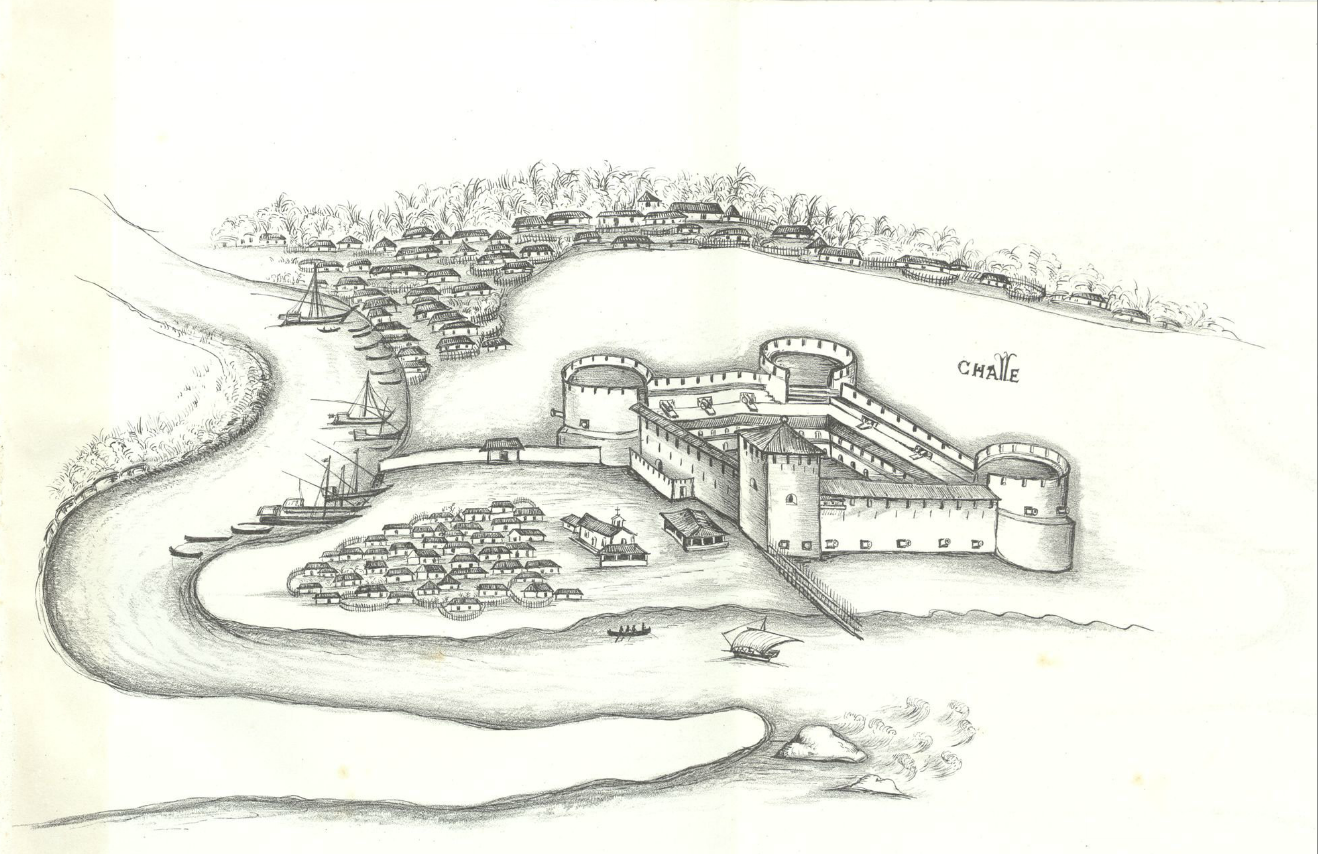
A fortaleza portuguesa de Chale.

Os sultões de Bijapur e Ahmednagar consideravam as forças navais de Calecute vitais para contestar as rotas marítimas dos portugueses. O samorim, no entanto, esperou até que a monção começasse para sitiar a fortaleza portuguesa perto da cidade costeira de Chale, na esperança de que o mau tempo impedisse os portugueses de socorrê-la com reforços. Embora formalmente em paz, em Julho o samorim iniciou o ataque, bombardeando a fortaleza com 40 canhões. Apesar do mau tempo, os portugueses conseguiram enviar reforços e alguns mantimentos para a fortaleza assim que a notícia do ataque chegou a Goa. O samorim colocou uma bateria de artilharia na foz do rio, o que efectivamente bloqueou a passagem de navios portugueses de pequeno calado. O capitão da fortaleza, Dom Jorge de Castro, de 80 anos, influenciado pelo rei de Tanor, um aliado local dos portugueses, decidiu render a fortaleza em 4 de Novembro de 1571, naquela que se tornou a primeira capitulação formal do território pelos portugueses desde que chegaram à Índia. O samorim demoliu imediatamente o forte e mandou D. Jorge de volta para Goa. 
Em Goa, D. Jorge foi preso e levado a tribunal militar. O tribunal concluiu que D. Jorge dispunha de meios para resistir a um cerco prolongado e foi executado.
Com a retirada das forças de Hidalcão de Goa, os portugueses passaram então à ofensiva contra o samorim, bloqueando Calecute e devastando o reino, até que também este se viu obrigado a pedir a paz.

## Batalha do Rio Formoso
Os reforços enviados de Goa em Agosto de 1570, sob o comando de D. Luís de Melo da Silva, revelaram-se fundamentais para evitar que Malaca fosse sitiada ao mesmo tempo que Goa e Chaul: em Novembro de 1570, os portugueses destruíram uma frota achém de 100 navios na foz do rio Formoso ao sul de Malaca, matando o príncipe-herdeiro do Achém e obrigando o sultão a adiar o ataque para uma data posterior. Dom Luís de Melo regressou então à Índia com as suas forças no mês de janeiro seguinte, para ajudar na defesa de Goa.

## Cerco de Malaca outubro-novembro de 1573

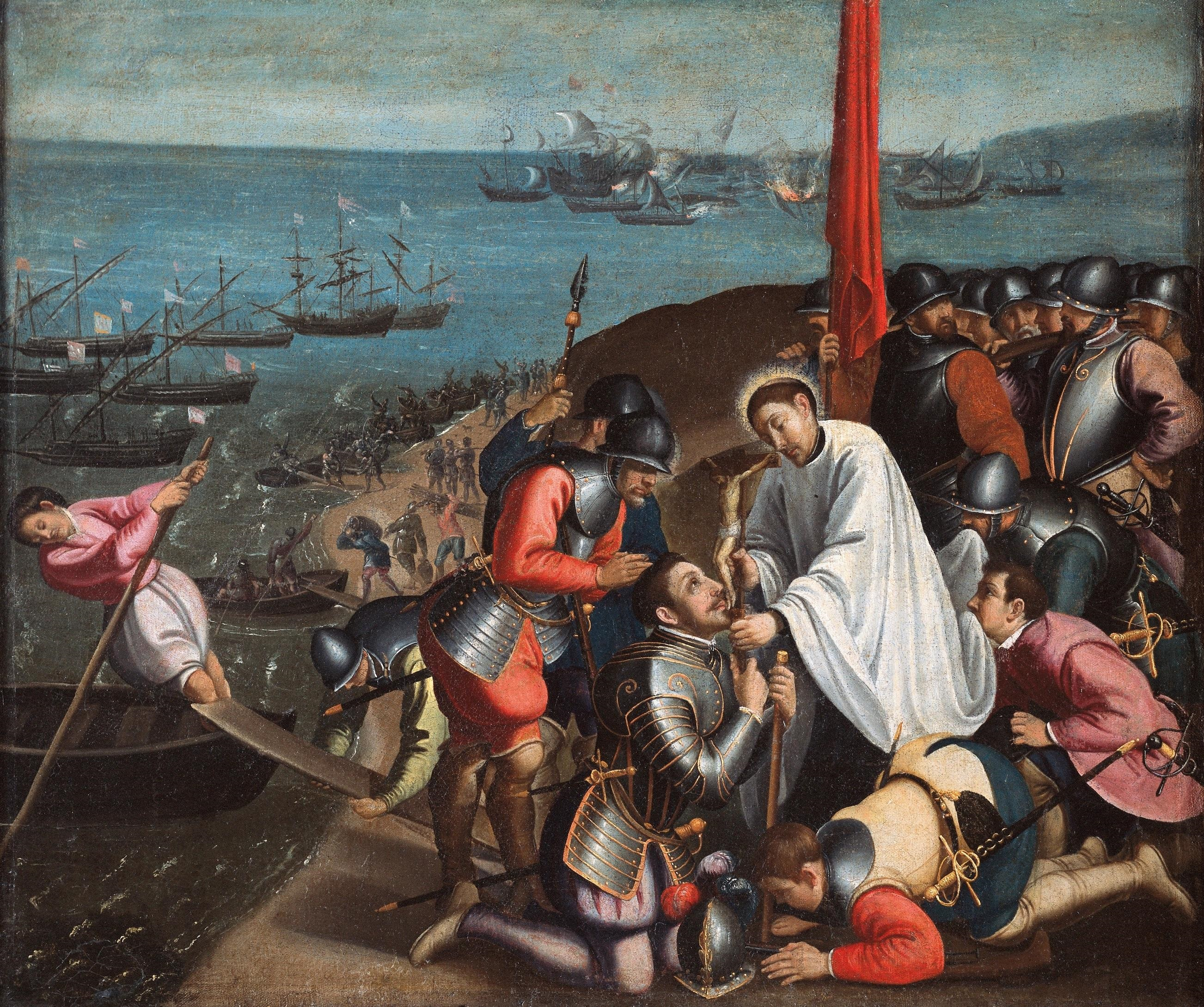
Tropas portuguesas em Malaca combatento os Achéns.

Em Outubro de 1573, Malaca encontrava-se mal defendida, pois a maioria dos soldados estava ausente em missões comerciais, e o sultão de Achém reuniu 7.000 homens e uma frota de 25 galés, 34 galeotas e 30 embarcações e solicitou a ajuda da rainha de Japará para sitiá-lo. 
o Achém recebeu apoio material do sultão de Golconda (chamdo "Cotamaluco" pelos portugueses) que, não tendo nenhuma fortaleza portuguesa para atacar na suas fronteiras, limitou-se a fornecer canhões e material aos achéns. 
Em 13 de outubro, sem esperar por seu aliado, a força de Achém desembarcou ao sul de Malaca e causou graves baixas aos portugueses que tentaram uma surtida. A partir daí começaram a atacar a fortaleza com projécteis incendiários, causando vários incêndios, mas uma tempestade súbita apagou os incêndios, dispersou a frota, e o assalto foi cancelado. O comandante achém decidiu então estabelecer uma base naval no rio de Muar e forçar a cidade à rendição por meio de um bloqueio naval, capturando todos os navios comerciais que transportassem mantimentos para Malaca. Uma tentativa de abordar um galeão e duas naus ancorados na Ilha de Naus (atual Pulau Melaka) deparou-se com forte resistência e sofreu graves baixas devido ao fogo português.

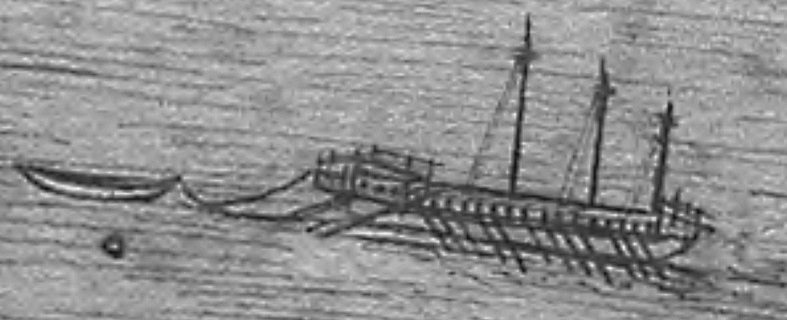
Grande galé achém com três mastros.

No dia 2 de Novembro, chegou uma nau comandada por Tristão Vaz da Veiga com o recém-nomeado capitão de Malaca, Dom Francisco Rodrigues, com importantes reforços. O capitão reuniu imediatamente um conselho para avaliar a situação. A frota achém estava a causar grave escassez em Malaca, e foi decidido que era urgente organizar uma força para repeli-la o mais rápido possível. Assim, uma nau, um galeão e oito galeotas foram municiadas e no dia 16 de Novembro partiram para a foz do rio Formoso, para onde a frota inimiga havia se deslocado. Com o rio à vista, a frota achém partiu saiu ao mar quando o vento soprava a seu favor para enfrentar os portugueses. Apesar de estarem em desvantagem numérica, os navios a remo portugueses colocaram-se à frente da nau e do galeão para abordar as galés achéns na vanguarda. As tripulações dos navios a remo dispararam uma salva de estilhaços e lançaram granadas de pólvora, enquanto a nau e o galeão dispararam sua artilharia de elevado calibre, afundando muitos navios de remo achéns. Apesar de disporem de artilheiros e canhões turcos, a artilharia achém não se revelou muito eficaz. Quando a capitânia achém, uma galé muito grande com mais de 200 combatentes, foi abordada e sua bandeira retirada pelos portugueses, o a frota achém dispersou-se, tendo perdido quatro galés e cinco galeotas, tendo várias outras afundado ou encalhado devido ao mau tempo. Os portugueses sofreram dez mortos.

## Cerco de Malaca, Outubro-Dezembro de 1574

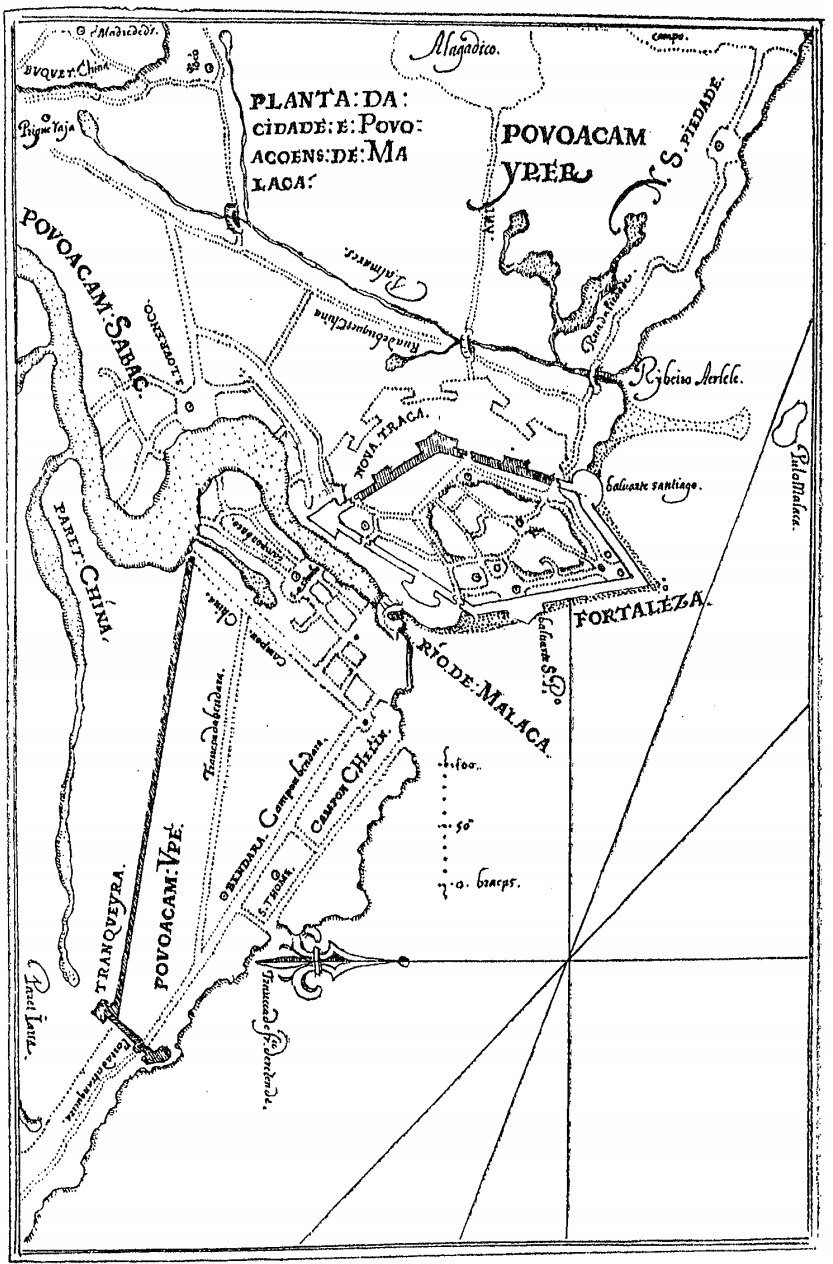
A cidade e fortaleza de Malaca, na Malásia.

Apesar da derrota do Achém, a rainha de Japará organizou uma armada para atacar Malaca, composta por mais de 70 a 80 juncos e mais de 200 embarcações transportando 15.000 homens sob o comando de Queahidamão — embora com muito pouca artilharia e armas de fogo. Malaca encontrava-se defendida por cerca de 300 portugueses. 
O capitão de Malaca Tristão Vaz da Veiga (que assumiu o posto devido à morte inesperada do seu antecessor) armou uma pequena frota de uma galé e quatro galeotas com cerca de 100 soldados e rumou ao Rio dos Malaios, a meio da noite. Lá chegando, a frota portuguesa entrou no rio sem ser detectada pelas tripulações javanesas e, recorrendo a bombas incendiárias lançadas à mão, incendiou cerca de trinta juncos e outras embarcações, apanhando a frota inimiga totalmente de surpresa e capturando amplos despojos aos javaneses em pânico. 
Queahidamão fortificou depois a foz do rio com uma paliçada, armada com alguns pequenos canhões, mas também esta foi destruída duas vezes pelos portugueses. Posteriormente, Tristão Vaz da Veiga ordenou a Fernão Peres de Andrade que bloqueasse a foz do rio com uma pequena nau e alguns navios a remo, prendendo dentro do rio o exército inimigo e obrigando o comandante javanês a chegar a um acordo com os portugueses. Não chegando a nenhum acordo, em Dezembro Tristão Vaz finalmente ordenou que as suas forças se retirassem da foz do rio. Os javos embarcaram apressadamente nos poucos navios que lhes restavam, sobrecarregando-os, e navegaram para fora do rio, apenas para serem atacados por navios portugueses, que os esperavam e perseguiram, bombardeando-os com sua artilharia. Os javaneses perderam quase todos os seus juncos e sofreram cerca de 7.000 mortos no final da campanha de três meses. 

## Último cerco de Malaca, Fevereiro de 1575

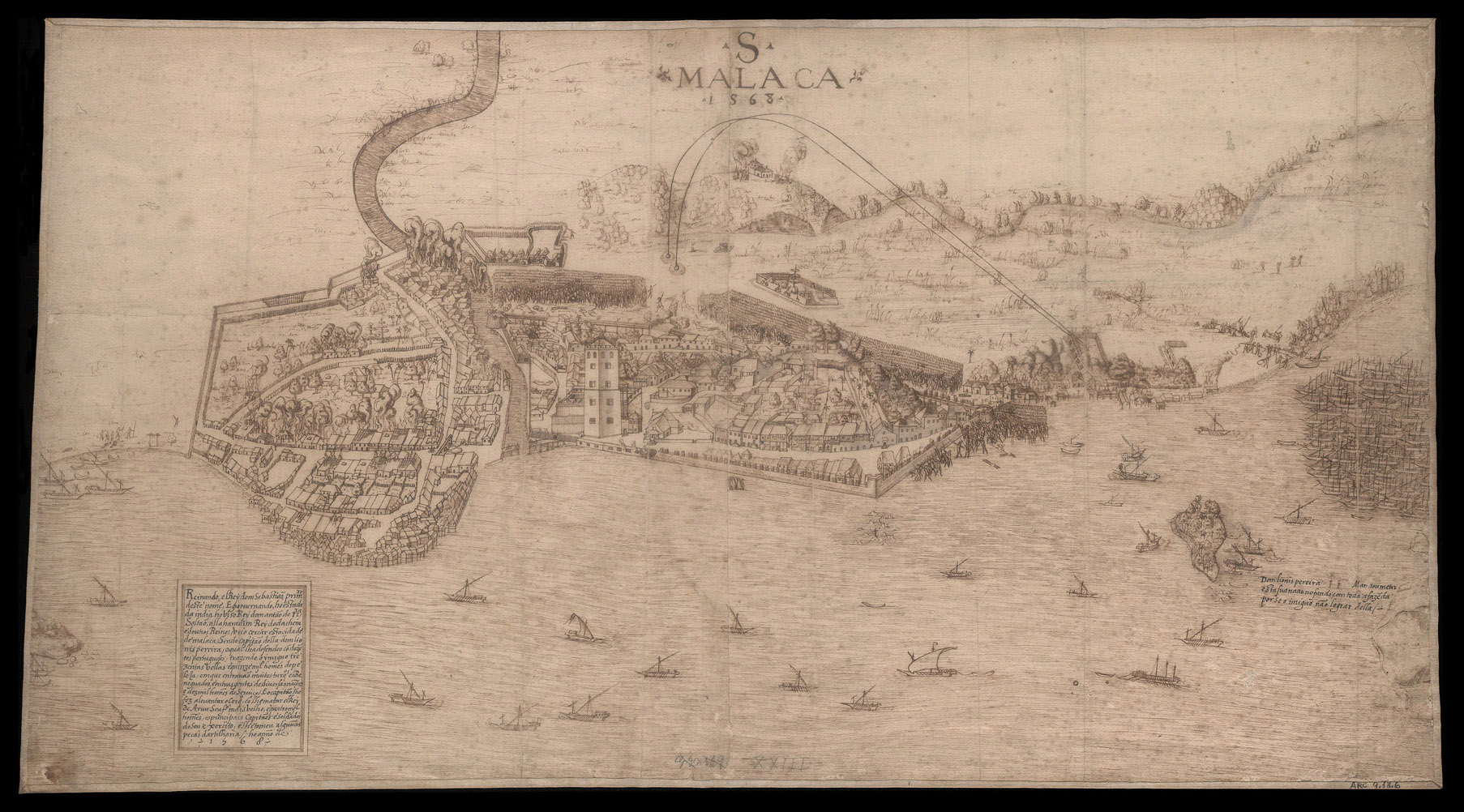
Cerco de Malaca pelos Achéns, em 1568.

Conquanto todas as tentativas de conquista de Malaca tenham falhado, os achéns ainda detinham esperanças de que os portugueses pudessem ser apanhados debilitados após terem enfrentado dois cercos consecutivos. De facto, os ataques anteriores haviam dizimado a guarnição, destruído as colheitas e deixados quase esgotados os alimentos e a pólvora da cidade.
Assim, no último dia de Janeiro de 1575, uma nova armada achém composta por 113 navios, que incluíam 40 galés, mais uma vez sitiou Malaca.  O capitão de Malaca Tristão Vaz da Veiga tinha recebido informações da ameaça iminente, portanto despachara a tempo os mercadores para longe de Malaca nos seus navios (também para evitar o seu conluio com os achéns), navios mercantes para irem buscar mantimentos em Bengala e Pegu, e mensagens urgentes ao vice-rei em Goa solicitando reforços, sabendo muito bem que não chegariam pelo menos até Maio por causa da estação das monções, se é que viessem. 
Para manter abertas as linhas de abastecimento naval da cidade, colocou 120 soldados portugueses numa galé, uma caravela e uma nau mas estes foram capturados pela grande frota achém.

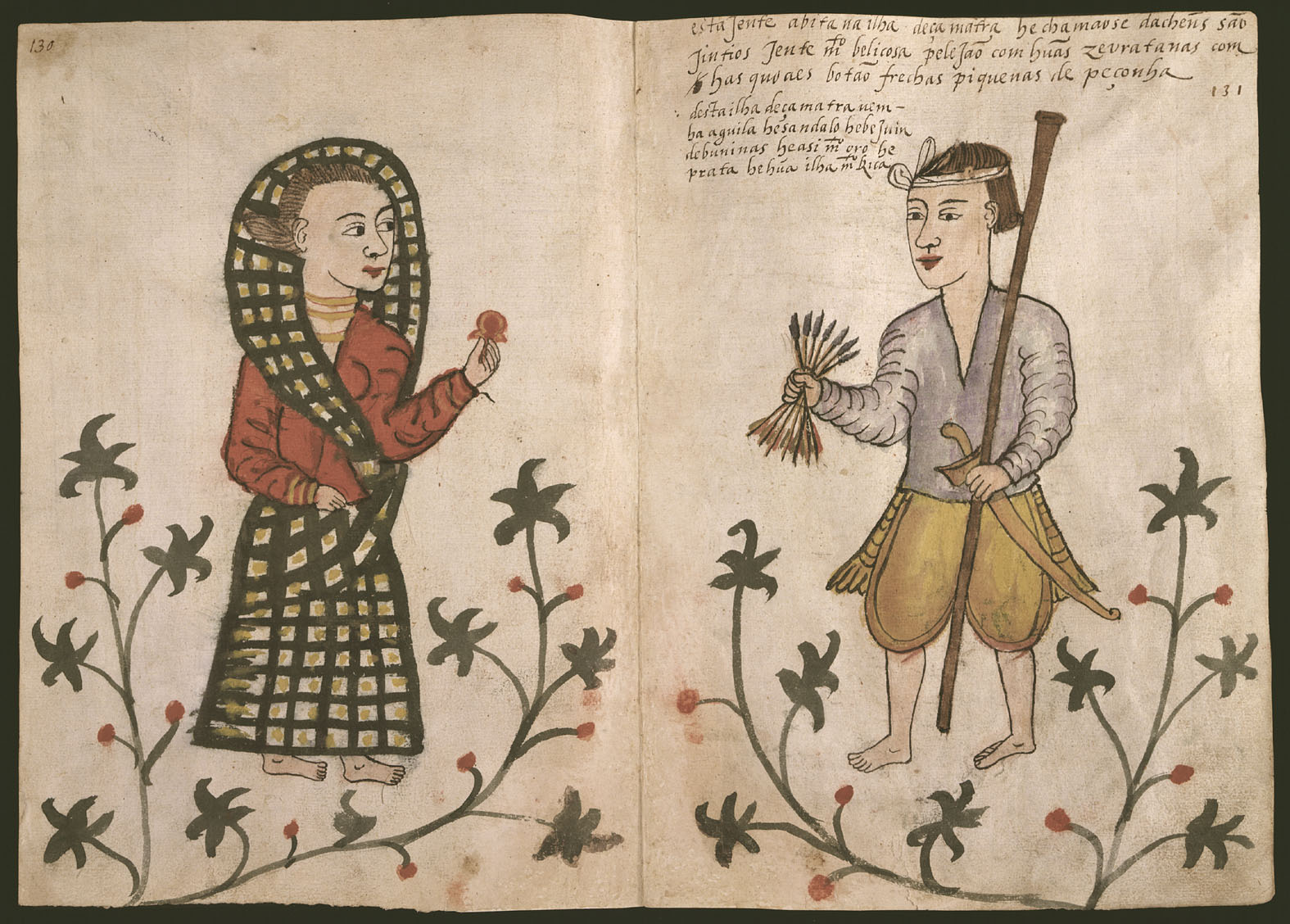
Guerreiro achém, à direita, com tubo lança-dardos e cris, representado no Códice Casanatense.

Dentro de Malaca restavam apenas 150 soldados portugueses  mais o corpo de auxiliares nativos; Tristão Vaz compreendeu que deixá-los dentro da fortaleza poderia dar a entender ao inimigo quão poucos restavam. Por isto, mandou aos seus últimos homens que realizassem pequenas surtidas para enganar os achéns. 
O terceiro cerco de Malaca revelou-se breve: passados dezassete dias após o desembarque, os achéns levantaram o cerco e partiram para Samatra.  Os portugueses alegaram que o comandante achém hesitou em ordenar um ataque geral, embora seja possível que tenham recuado devido a problemas internos.  Em Junho, chegou de Goa Dom Miguel de Castro para substituir Tristão Vaz como capitão de Malaca, juntamente uma frota de uma galeaça, três galés oito galeotas e 500 soldados em reforços. 

## Consequências
As vossas fortalezas feitas à nossa usança com cavas, torres e artilharia, bem providas e boa gente, com ajuda da paixão de Nosso Senhor não tenhais receio delas nestas partes, ainda que vos digam lá que estão cercadas; porque, mediante Deus, se aí não houver traição, não há aí que temer de os mouros contrariarem vossas fortalezas e cousas de que vos convém deitar mão; não é de estranhar cercarem-nas os reis e senhores a que as tomardes, de serem cercadas uma e duas e dez vezes; mas a portugueses cos capacetes nas cabeças entre as ameias não lhes tomam assim a fortaleza— Carta de Afonso de Albuquerque ao rei D. Manuel I, 1512
Fora provar a dificuldade de coordenar uma ofensiva de tão grande escala, o ataque combinado de alguns dos reinos mais poderosos da Ásia às possessões portuguesas não alcançou nenhum objectivo de relevo, muito menos extinguir decisivamente a influência portuguesa no Oceano Índico. Pelo contrário, os governantes de Bijapur, Ahmadnagar e o samorim viram-se forçados a chegar a um acordo favorável aos portugueses: entre outros termos, não cobrariam taxas a mercadores cristãos, não abrigariam frotas inimigas dos portugueses nos seus portos e retomariam o pagamento de tributo a Goa, em troca da assistência portuguesa para limpar a costa ocidental da Índia da pirataria e autorização para negociar nos portos portugueses (desde que cada navio carregasse uma licença comercial apropriada, ou cartaz), no fundo reconhecendo o domínio português do mar.

Bandeira naval e de guerra, com a Cruz de Cristo.

O forte de Chale detinha pouco interesse estratégico, e sua perda não representou um sério revés para os portugueses. A queda de Bisnaga porém, teve indirectamente maiores implicações estratégicas para o Estado português da Índia, cujas finanças sofreram um duro golpe com a perda do rentável comércio de cavalos com o Império. Seria necessária a competição de outras potências europeias para desafiar a hegemonia dos portugueses, que sofreriam seu primeiro revés sério com a queda de Ormuz, nas mãos da força combinada anglo-persa, cerca de quarenta anos depois, em 1622.
Dom Luís de Ataíde foi sucedido no cargo por Dom António de Noronha em setembro de 1571. À sua chegada a Portugal, em julho de 1572, Ataíde foi solenemente recebido por D. Sebastião, e agraciado com diversas condecorações, entre as quais o comando da projectada expedição a Marrocos — que recusou, por discordar da empreitada. Em 1577, recebeu o título de conde de Atouguia, sendo o terceiro titular na família Ataíde. Em 1578, foi novamente indigitado como vice-rei da Índia, e seria de facto o último vice-rei nomeado pela Coroa portuguesa antes da União Ibérica . Morreu no cargo em 1581.

## Na literatura popular
- Em Conquerors: How Portugal Forged the First Global Empire (2015), Roger Crowley faz uma breve referência ao conflito. [60]